# 朝圣山学社
朝圣山学社（英語：Mont Pelerin Society，縮寫：MPS）是一个由经济学家、企业领袖和其他古典自由主义支持者组成的国际性组织。该组织提倡自由市场经济政策，倡导开放社会的价值。朝圣山学社由弗里德里克·哈耶克于1947年4月10日创立。创立之初，该组织被命名为阿克顿-托克维尔学社。后因法兰克·奈特对使用两个“罗马天主教贵族”的名字来命名学社表示不满，路德维希·冯·米塞斯亦担心世人把阿克顿和托克维尔所犯的错误与学社联系起来，学社改用其集合地 ── 瑞士的度假圣地朝圣山(佩萊蘭山)命名。

## 学社历史
1947年，39位学者（其中大部分为经济学家，亦有历史学家和哲学家）在弗里德里克·哈耶克教授的召集下在瑞士朝圣山集会，讨论时局，古典自由主义的命运，以及如何应对马克思主义者和凯恩斯主义者橫扫全球的局面。被邀请者包括亨利·赛门斯（后成为米尔顿·弗里德曼的导师），美籍前费边社成员沃尔特·李普曼，维也纳亚里士多德学会会长卡尔·波普尔，奥地利学派经济学家路德维希·冯·米塞斯，约翰·克拉彭爵士（英格兰银行高级官员，1940－6年担任英国皇家协会主席），奥托·冯·哈布斯堡－哈布斯堡家族末代皇储，马克思·冯·图勒恩和塔克西－有着400年历史的图勒恩和塔克西家族的巴伐利亚分支的领袖。
由此产生的朝圣山学社致力于“促进致力于加强自由社会的原则和实践，研究市场经济体的运作以及优缺点的志趣相投的学者们的交流”。
学社此后持续有规律的集会，集会通常在每年9月。现任会长为迪帕克·拉尔